# Machaeropterus regulus
Machaeropterus regulus е вид птица от семейство Манакинови (Pipridae).

## Разпространение
Видът е разпространен в Бразилия, Венецуела, Гвиана, Еквадор, Колумбия и Перу.